# Baudouinia fluggeiformis
Baudouinia fluggeiformis är en ärtväxtart som beskrevs av Henri Ernest Baillon. Baudouinia fluggeiformis ingår i släktet Baudouinia och familjen ärtväxter. Inga underarter finns listade i Catalogue of Life.